# Bolbocerosoma biplagiatum
Bolbocerosoma biplagiatum är en skalbaggsart som beskrevs av Dawson och Mccolloch 1924. Bolbocerosoma biplagiatum ingår i släktet Bolbocerosoma och familjen Bolboceratidae. Inga underarter finns listade.